# Roger de Lorraine
Roger de Lorraine, chevalier de Guise, est un membre de la Maison de Guise, branche cadette et française de la maison de Lorraine né le 21 mars 1624 et mort le 6 septembre 1653 à Cambrai.

## Biographie
Roger de Lorraine est issu d'une grande famille, la maison de Guise, branche de la maison de Lorraine. A ce titre, il reçoit à la cour du Roi de France les honneurs dus aux membres des maisons régnantes dites "à l'instar de l'étranger". 
Il est le plus jeune des fils de Charles Ier de Lorraine, duc de Guise, comte d'Eu, et d'Henriette-Catherine de Joyeuse, dame de Joinville.
Il passe plusieurs années de son enfance à Florence, après que son père y a été exilé par le cardinal de Richelieu, en 1631. La grande-duchesse de Toscane, Christine de Lorraine, fille du duc Charles III de Lorraine et de Claude de France, est une de ses parentes.
Il est reçu très jeune chevalier de Malte. En 1644, il sert au siège de Gravelines. En mars 1646, séjournant en Toscane sur la route de Malte, il ramène à Paris Jean-Baptiste Lully chez sa nièce, Mlle de Montpensier.
Le 10 septembre 1649, l'abbaye d'Eu est donnée en commende à Charles-Maurice Le Tellier, le frère de Louvois, mais Roger de Lorraine, la demande le lendemain et fait grand bruit auprès du Cardinal Mazarin, qui la lui aurait promis, obligeant le 13 février 1650, son père le chancelier Michel Le Tellier à le faire démissionner alors qu'il n'en avait pas encore pris possession.
Fâché avec Mazarin, il sert alors son cousin, le duc Charles IV de Lorraine, qui lui confie le commandement de ses troupes pendant la campagne de 1653.
Il trouve la mort au siège de Cambrai, le 6 septembre 1653, et est inhumé dans la collégiale Saint Laurent de Joinville.